# Resolució 150 del Consell de Seguretat de les Nacions Unides
La Resolució 150 del Consell de Seguretat de les Nacions Unides, aprovada per unanimitat el 23 d'agost de 1960, després d'examinar l'aplicació de la República de Costa d'Ivori per a ser membre de les Nacions Unides, el Consell va recomanar a l'Assemblea general que Costa d'Ivori fos admesa.